# Cristian Budu
Cristian Budu (São Bernardo do Campo)  é um pianista brasileiro. Filho de romenos, é formado em música pela Universidade de São Paulo, foi um dos alunos de Eduardo Monteiro e estudou no Conservatório de Música da Nova Inglaterra, em Boston, tutorado por Wha Kyung Byun.

## Premiações
- Prêmio Clara Haskil de 2013.[3]
- Jovem Talento - Revista Concerto de 2013.
- Instrumentista do Ano da APCA (Associação Paulista de Críticos de Arte) de 2017.[1]
- Concurso Prelúdio, da TV Cultura, de 2007.[2]
- Concurso Nelson Freire de 2010.[2]
- Top 10 da revista Gramophone por duas vezes.[1]